# 19970 Johannpeter
19970 Johannpeter è un asteroide della fascia principale. Scoperto nel 1988, presenta un'orbita caratterizzata da un semiasse maggiore pari a 2,3988254 UA e da un'eccentricità di 0,1576150, inclinata di 2,32720° rispetto all'eclittica.